# Françoise Abanda
Françoise Abanda (Montreal, 5 februari 1997) is een tennisspeelster uit Canada, haar ouders komen oorspronkelijk uit Kameroen.
Op zevenjarige leeftijd begon zij met tennis.
De oudere zus van Françoise Abanda, Elisabeth Abanda, speelt ook in het ITF-circuit.
Haar moedertaal is Frans, en Abanda spreekt ook Engels.

## Loopbaan
In 2014 debuteerde zij op het US Open op een grandslamtoernooi – via het kwalificatietoernooi had zij zich een plaats in de hoofdtabel weten te veroveren.
In de periode 2015–2021 maakte Abanda deel uit van het Canadese Fed Cup-team – zij behaalde daar een winst/verlies-balans van 7–5.

## Posities op deWTA-ranglijst
Positie per einde seizoen:
| jaar | rang enkelspel | rang dubbelspel |
| ---- | -------------- | --------------- |
| 2012 | 606            | 530             |
| 2013 | 563            | 283             |
| 2014 | 193            | 397             |
| 2015 | 384            | 271             |
| 2016 | 164            | 590             |
| 2017 | 123            | –               |
| 2018 | 224            | –               |
| 2019 | 350            | 1056            |
| 2020 | 306            | 1101            |
| 2021 | 349            | –               |
| 2022 | 770            | –               |

## Resultaten grandslamtoernooien
| Legenda | Legenda                          |
| ------- | -------------------------------- |
| g.t.    | geen toernooi gehouden           |
| l.c.    | lagere categorie                 |
| –       | niet deelgenomen                 |
| G       | uitgeschakeld in de groepsfase   |
| 1R      | uitgeschakeld in de eerste ronde |
| 2R      | uitgeschakeld in de tweede ronde |
| 3R      | uitgeschakeld in de derde ronde  |
| 4R      | uitgeschakeld in de vierde ronde |
| KF      | uitgeschakeld in de kwartfinale  |
| HF      | uitgeschakeld in de halve finale |
| F       | de finale verloren               |
| W       | het toernooi gewonnen            |
| w-v     | winst/verlies-balans             |

### Enkelspel
| Toernooi        | 2014 |    | 2017 |
| --------------- | ---- | -- | ---- |
| Australian Open | –    | –  |      |
| Roland Garros   | –    | 2R |      |
| Wimbledon       | –    | 2R |      |
| US Open         | 1R   | –  |      |